# Кудашев, Идрис Моисеевич
Идрис Моисеевич Кудашев (23 сентября 1914, Яковлевка, Нижне-Волжский край — 9 мая 1970, Саратов) — старший сержант Рабоче-крестьянской Красной Армии, участник советско-финской и Великой Отечественной войны, Герой Советского Союза (1940).

## Биография
Родился 23 сентября 1914 года в селе Яковлевка (ныне — Базарно-Карабулакский район Саратовской области).
В 1939 году был призван на службу в Рабоче-крестьянскую Красную Армию. Участвовал в боях советско-финской войны, будучи командиром стрелкового взвода 6-й роты 68-го стрелкового полка 70-й стрелковой дивизии 7-й армии Северо-Западного фронта.
В конце февраля 1940 года в составе своего батальона участвовал в боях за остров Пуккинсари. Пройдя по льду, батальон попытался контратаковать финскую морскую пехоту, защищавшую остров, однако безуспешно. 29 февраля была предпринята вторая контратака. Кудашев первым поднялся в атаку и увлёк за собой 6-ю роту. Ворвавшись на остров, вместе с группой бойцов уничтожил 20 финских солдат и офицеров, ещё 4 взял в плен. Во время отражения вражеской контратаки заменил собой выбывшего из строя командира роты и во главе её активно участвовал в полном овладении островом.
Указом Президиума Верховного Совета СССР от 21 марта 1940 года за «отвагу и мужество, проявленные в боях с белофиннами на Карельском перешейке» младший командир Идрис Кудашев был удостоен высокого звания Героя Советского Союза с вручением ордена Ленина и медали «Золотая Звезда» за номером 294. На военном параде на центральной площади города Выборга 11 мая 1940 года первым получил награду из рук Председателя Президиума Верховного Совета СССР М. И. Калинина.
В 1941 году был демобилизован, однако уже в том же году повторно призван в армию и направлен на фронт Великой Отечественной войны. После окончания войны в звании старшего сержанта вновь был демобилизован. Проживал в Саратове. Скончался 9 мая 1970 года.